# Антуанетта, баронесса Масси
Антуане́тта Луи́за Альбе́рта Сюза́нна Грима́льди, бароне́сса Масси (фр. Antoinette Louise Alberte Suzanne Grimaldi, Baronne de Massy; 28 декабря 1920[…], XVI округ Парижа — 18 марта 2011, Жарден-Экзотик, коммуна Монако) — старшая сестра князя Монако Ренье III и тётя князя Альбера II.

## Биография
Антуанетта Гримальди родилась 28 декабря 1920 года в Париже в семье Шарлотты Монакской, герцогини Валентинуа и её супруга, принца Пьера де Полиньяка. Она родилась в правление прадеда князя Альбера I. При крещении она получила имя Антуанетта Луиза Альберта Сюзанна.
Во время Второй мировой войны Антуанетта работала в госпитале Монако, где организовывала уход за ранеными. После восшествия на престол своего брата Ренье III принцесса Антуанетта вела активную общественную и светскую жизнь. 
После женитьбы Ренье на Грейс Келли её участие в общественной жизни княжества уменьшилось. Принцесса Антуанетта в течение долгих лет проживала на своей вилле в Эзе в окружении своих собак и кошек. Она была президентом Общества защиты животных и убежищ Монако и покровителем приюта для собак и кошек в Баттерси (район в Лондоне).
Скончалась 18 марта 2011 года в Госпитальном центре принцессы Грейс в возрасте 90 лет. Она была похоронена 24 марта в Часовне мира в Монако рядом со своими родителями и дочерью Кристиной-Аликс.

## Семья
Принцесса Антуанетта состояла во внебрачной связи с теннисистом Александром-Атенасом Ногесом (15 июня 1916 — 16 февраля 1999), брак с которым был заключён 4 декабря 1951 года. У супругов было трое детей, которые родились вне брака:
- Елизавета-Анна де Масси[англ.]  (3 июля 1947 — 10 июня 2020), 1-й муж: барон Бернар Александр Тобер-Натт (2 июля 1941 — 13 апреля 1989 года), у пары был один сын; 2-муж: Николя Владимир Костелло (род. 24 декабря 1943 года), у пары была одна дочь;
- Кристиан Луи де Масси[англ.] (род. 17 января 1949) — автогонщик и дипломат;
- Кристина-Аликс де Масси (8 июля 1951 — 15 февраля 1989) вышла замуж за Чарльза Уэйна Найта (род. 23 ноября 1944), у пары был один сын. Кристина Аликс умерла от рака в возрасте 37 лет[5].

В 1954 году супруги развелись. 2 декабря 1961 года принцесса Антуанетта во второй раз вышла замуж за Жана-Шарля Рея (22 октября 1914 — 17 сентября 1994), ставшего в 1978 году председателем Национального совета. Их брак продолжался 13 лет и закончился разводом в 1974 году.
28 июля 1983 года принцесса Антуанетта вышла замуж в третий раз за артиста балета Джона Гилпина  (10 февраля 1930 – 5 сентября 1983). Спустя шесть недель её супруг скоропостижно скончался от сердечного приступа в возрасте 53 лет.